# Peter Grimes

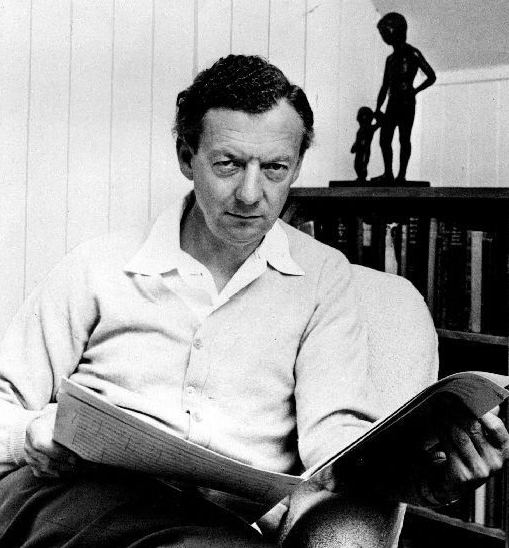
Benjamin Britten

Peter Grimes är en engelsk opera i tre akter med en omgivande prolog och epilog med musik av Benjamin Britten från 1945. Libretto skrevs av Montagu Slater och baseras på George Crabbes dikt The Borough från 1810.

## Historia
Sommaren 1939 reste Britten och hans livspartner Peter Pears till USA. Av en tillfällighet kom Britten att läsa E.M. Forsters artikel i tidskriften The Listener om den engelska skalden George Crabbe (1754-1832) och dennes dikt The Borough (1810), som utspelar sig i Brittens hemstad Aldeburgh. I ett antikvariat i Los Angeles hittade Pears en bok med Crabbes dikter, däriblande The Borough.
Dirigenten Sergej Kusevitskij hade imponerats av Brittens tidigare verk och frågade denne varför han aldrig hade komponerat en opera. Britten svarade att han hade tankar på en men att det krävdes tid och pengar att helhjärtat ägna sig åt en sådan stor uppgift. Kusevitskij hade nyligen instiftat en musikfond till minnet av sin hustru och erbjöd Britten $1000 att kunna skriva sin opera. Underförstått var att Kusevitskij själv skulle uppföra operan vid en musikfestival i USA när verket var färdigt.
Britten bad först Christopher Isherwood att skriva librettot men då denne avböjde beslöt Britten att tillsammans med Pears utarbeta en synopsis i USA. Britten hade tidigare samarbetat med poeten och dramatikern Montagu Slater och tillbaka i England bad han honom att utarbeta ett operalibretto på dikten, men med tonvikt på personen Peter Grimes, som bara nämns i förbigående i dikten. Slater var en långsam skrivare, ofta med dålig hälsa, och deltidsanställd vid filmenheten på Ministry of Information. Librettot var färdigt i slutet av 1943. Men när Britten läste igenom det tyckte han att ytterligare en författare borde arbeta om texten. Författaren W.H. Auden, tillika Brittens vän, var en möjlig kandidat men ratades dels på grund av att Auden fortfarande bodde i USA och dels på grund av Audens dominanta person. Eftersom ingen annan befanns tillgänglig beslutade Britten att själv slutföra omarbetningen. Han koncentrerade sig på karaktären Grimes vilken han ansåg inte framställdes tillräckligt distinkt i sin personlighet, utan mer som en psykopat utan några motiv för sina handlingar. I de tidiga skisserna hade Grimes ett motiv för sina handlingar men det försvann senare. Slater hade omvandlat Peter Grimes till en historia om samhället (i överensstämmande med Slaters vänsterradikala åsikter) där den fattige fiskaren Grimes drivs till våld av ett obändigt klassystem. Hans grymhet gentemot sina lärlingar var en konsekvens av Grimes önskan att komma upp sig i livet och bli rik. I de tidiga skisserna som Britten och Pears utarbetade antydde de bara existensen av andra personer i det lilla fiskesamhället, men Slater utökade persongalleriet med fint utmejslade porträtt. Det blev mer och mer en opera om samhället än om Peter Grimes i första hand.

## Repetition och premiär
Det tog Britten drygt ett år att skriva musiken, varpå problemet om en lämplig scen uppkom. Opera på engelska var inte vanligt i London. Sadler's Wells var den enda scen som dittills hade uppfört engelska operor, men byggnaden hade bombats år 1940 och användes till andra ändamål medan ensemblen spelade lite varstans. Under de sista veckorna av kriget blev renoveringen av teatern färdig och Peter Grimes fick äran att bli första operan på repertoaren. Men under repetitionerna framkom det kritik från kören att musiken var svårsjungen. Operachefen Joan Cross skulle sjunga rollen som Ellen Orford, men även hon fann rollen svår att memorera och tekniskt knepig att bemästra. Flera av sångarna ogillade både operan och det faktum att såväl Britten, Pears och producenten Eric Crozier var vapenvägrare. Andra ansåg att invigningen av deras nya teater borde ha firats med en nyuppsättning av ett äldre verk. En grupp sångare protesterade till operaledningen att denna "kakofoni" var slöseri med tid och pengar; barytonen som skulle sjunga Balstrode slutade under repetitionstiden på grund av sin motvilja mot textens idiom. Britten var införstådd med hur hans nya opera kunde uppfattas. Han sa senare att han efter generalrepetitionen var säker på att operan skulle bli en katastrof.
Operan uruppfördes på Sadler's Wells Theatre i London den 7 juni 1945 med Peter Pears i titelrollen och Reginald Goodall som dirigent. I publiken satt bland andra tonsättarna Ralph Vaughan Williams och William Walton, samt violinisten Yehudi Menuhin. Leonard Thompson var 14 år vid tillfället och spelade den stumma rollen som Grimes lärling John. Han beskrev senare vad som hände när operan var slut:
När ridån hade gått ned uppstod en tystnad som tycktes vara i minuter, men kanske bara var 30 sekunder. Absolut tystnad. Sedan bröt jublet ut och det bara fortsatte och fortsatte. Jag tror det var ungefär 14 ridåhalningar. Och Ben[jamin Britten] kom ut i oklanderlig frack som en matinéeidol. Och han vek sig på mitten. Det är det enda sättet jag kan beskriva det. Den djupaste bugning jag någonsin sett utföras av någon!
Recensionerna var blandade men största delen var mycket imponerad av operan och prisade dess musik och originalitet. Många spådde att verket skulle komma att överleva sin upphovsman. Ytterligare åtta föreställningar spelades. I början av augusti 1946 flög Britten (hans första flygtur) till USA för att bevista den amerikanska premiären i Tanglewood, Massachusetts som dirigerades av Kusevitskijs elev, den 28-årige Leonard Bernstein.
Den svenska premiären ägde rum på Kungliga Teatern i Stockholm den 21 mars 1946. Den sattes upp på Göteborgsoperan med David Radok som regissör och hade premiär den 8 mars 1998. Under våren 2025 togs operan upp på nytt i Göteborg. Denna gång med premiär den 8 mars och med Netta Jones som regissör.

## Om operan och rollfiguren Peter Grimes
Peter Grimes blev den första engelska operan efter Purcells Dido och Aeneas som hamnade på den internationella repertoaren. Britten hade under tonsättningen ingen engelsk tradition att knyta an till, utan skapade helt självständigt den moderna engelska operan. Även om Britten var kraftigt påverkad av Alban Bergs Wozzeck, i synnerhet när det gällde valet av en antihjälte i titelrollen, höll han sig vid utformningen av det musikaliska materialet till hävdvunna strukturer: enskilda nummer, arior, ensemble- och körpartier, växlas om med recitativ som för handlingen framåt. Tonspråket utmärks av en blandning av traditionella och moderna stilelement, vars transparens följer av konceptionens oinskränkta tillbakafallande på melodin. De båda huvudpersonerna är Ellen och Grimes. Men operans egentliga tema är framställningen av den psykologiska terrorn mot avvikande. Grimes agerande visar sig i operan (till skillnad från berättelsen) vara ologisk: han beter sig som om han är skyldig, trots att han inte är det. Musiken står i motsatsställning till huvudpersonens neurotiska förnekelse, och dess starka uttryck och storslagenhet gör Grimes till en rik, motsägelsefull karaktär.

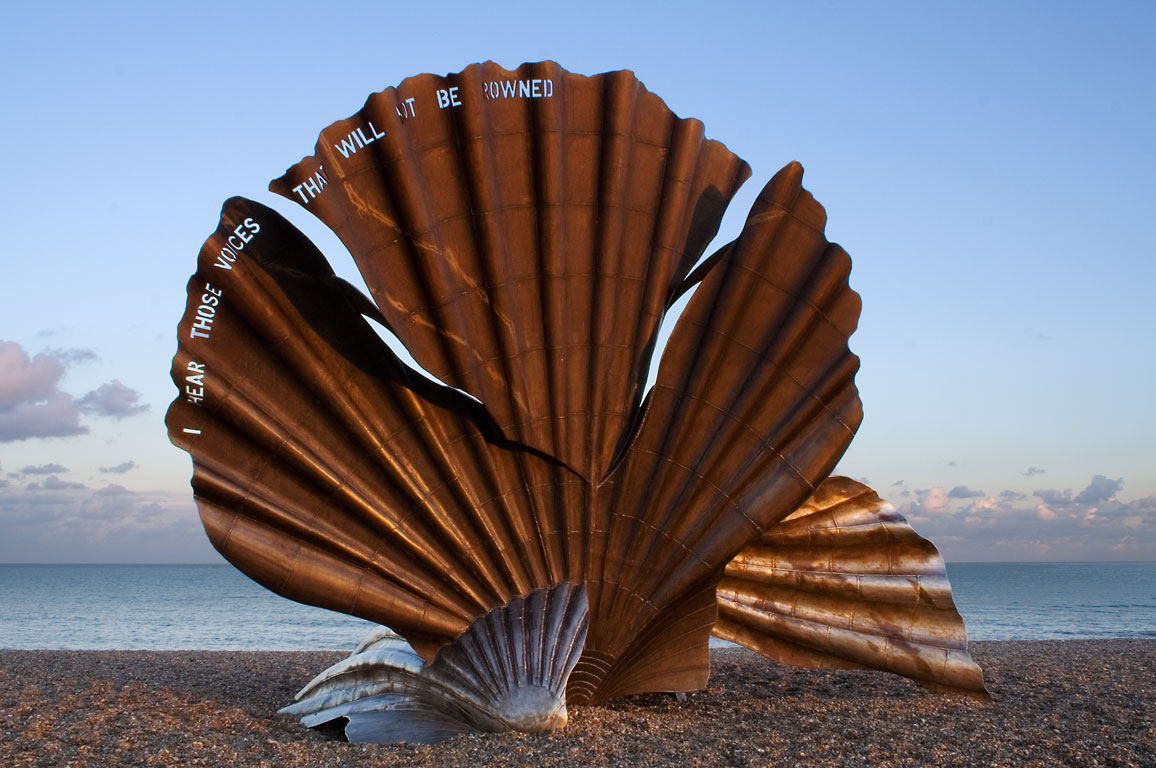
Skulpturen The Scallop av Maggi Hambling (2003). Texten "I hear those voices that will not be drowned" är hämtad från operan Peter Grimes.

Peter Grimes parti skrevs, i likhet med alla de stora tenorrollerna i Brittens operor, för Brittens livspartner Peter Pears. Men till en början hade Britten inte tänkt på Pears såsom sjungande huvudrollen. Så sent som i juni 1942 var inget sångparti i operan vikt åt en tenor, och Grimes parti var tänkt att sjungas av en baryton. Pears var ännu en ganska okänd sångare och Britten kan ha trott att Pears inte skulle ha fått lov att sjunga huvudrollen. Men under 1943 gjorde Pears succé som Tamino i Trollflöjten och som hertigen i Rigoletto vilket stärkte både Pears position som sångare och Britten i hans bedömning av Pears som en kommande Grimes.
Peter Grimes är en ensam människa, som är utstött av samhället men som framförallt plågas av sin egen natur. Såväl regissörer som rolltolkare gav honom förr, även i den yttre gestaltningen, sadistiska och besatta drag. Men den synen har förändrats. Havet i Peter Grimes är helt annorlunda än Claude Debussys skimrande vattenmirakel (såsom i den symfoniska skissen La Mer). Detta beror inte enbart på de uppenbara geografiska skillnaderna. Havet utanför den engelska ostkusten är dimmigt och hotfullt. De rättskaffens medborgare vill inte befatta sig med det olycksbådande elementet. De avvisar det som inte passar in, det som känns obekvämt och inte stämmer med normerna, såväl i naturen som i samhället. Eftersom Grimes av de flesta betraktas som en särling, måste han därför förr eller senare bli till ett offer för att inte hota den fredliga samexistensen mellan människorna och havet.
Crabbes dikt handlar om en barnamördare vid namn Peter Grimes, ett enspårigt monster som Britten hade insikten att förvandla till en mångfacetterad karaktär som kunde väcka publikens medkänsla och även sympati. Både Britten och Pears kunde relatera till Grimes situation som en ensam utomstående då de återkom till England 1942 som vapenvägrare. Deras exil till USA (medan England stred i andra världskriget) hade noterats i pressen och deras homosexualitet förstärkte utanförskapet. Men att leta efter paralleller mellan Grimes och Britten gör sig inte lätt. Fiskaren Grimes råa och osociala uppträdande var på många sätt Brittens motsats. De kan måhända ha delat en poetisk känslighet, men ingenstans i librettot antyds det att Grimes skulle vara homosexuell. På sitt oömma sätt älskar han Ellen Orford, men han kan vara asexuell.

## Personer
- Peter Grimes, fiskare (tenor)
- John, hans lärpojke (stum roll)
- Ellen Orford, änka, byns skollärarinna (sopran)
- Kapten Balstrode, pensionerad kofferdiskeppare (baryton)
- Auntie, värdinna på bykrogen Galten (alt)
- Hennes två "systerdöttrar", krogens "attraktioner" (sopraner)
- Bob Boles, fiskare och metodist (tenor)
- Swallow, byns styresman och domare (basstämma)
- Mrs. Nabob Sedley, rik änka (mezzosopran)
- Pastor Horace Adams (tenor)
- Ned Keene, apotekare och kvacksalvare (baryton)
- Dr. Crabbe (stum roll)
- Hobson, byns polis (basstämma)

Bybor och fiskare.

## Handling
Operan utspelar sig i en fiskarby i Suffolk vid Englands nordsjökust omkring 1830.
Prolog
Fiskaren Peter Grimes kallas inför en undersökningsdomstol, som skall undersöka de gåtfulla omständigheterna kring hans lärlings död. Trots att han bli frikänd är han i bybornas ögon ändå en mördare. Fredsdomaren Swallow förbjuder Grimes att anställa en ny lärling. Grimes vrede stillas av Ellen Orford.

### Akt I
Orkestermellanspel 1. (Dagens inbrott)
Scen 1. Grimes märker snart hur svårt det är att sköta båten ensam och apotekaren berättar att han har hittat en pojke åt honom. 
Trots domstolens utslag hämtar Grimes en ny lärling från fattighuset och får stöd av Ellen Orford och Carter Hobson. Kapten Balstrode försöker i all vänskaplighet övertala Grimes att leva ett normalt liv och anpassa sig efter omständigheterna, eller flytta därifrån. Men Grimes vill varken ändra levnadssätt eller flytta ifrån sin födelsetrakt. I stället vill han bli rik så att han kan imponera på sina fiender och gifta sig med Ellen. En storm bryter lös. Den kommer samtidigt med tidvattnet och är därför dubbelt fruktad, så fiskarna drar upp sina båtar på land och surrar fast dem.
Orkestermellanspel 2. (Storm)
Scen 2. Fiskesamhällets invånare samlas som vanligt på värdshuset Galten. Utanför blåser det upp till storm. Någon berättar att kustvägen är översvämmad och att ett stycke av klipporna har sköljts bort vid Grimes stuga. När Grimes kommer för att hämta sin nya lärling, breder en chockerad tystnad ut sig. De församlade tar upp en visa för att rensa luften. Ellen och Hobson kommer med pojken till Grimes.

### Akt II
Orkestermellanspel 3. (Söndagsmorgon på stranden)
Scen 1. Några veckor senare, en söndagsmorgon vid tiden för gudstjänsten. Ellen har tagit med sig Grimes nye lärling John till stranden så att han får leka lite. Hon märker att hans kläder är sönderrivna och att pojken har blåmärken på halsen, men han vill inte förklara något. Grimes har fått syn på ett fiskstim och kommer för att hämta pojken. De skall ut på fiske.
Hon förebrår Grimes för hans häftiga humör och våldsamhet, och det slutar i ett gräl som kyrkobesökarna hör när de är på väg från kyrkan. Men hon kan inte hindra att ryktet om Grimes övergrepp mot lärlingen sprids. Efter gudstjänsten beger sig männen därför till Grimes stuga för att ta reda på hur denne behandlar sin nye lärling.
Orkestermellanspel 4. (Passacaglia)
Scen 2. I Grimes stuga, nära klipporna. Varmhjärtat sjunger Grimes en sång för pojken, men beskyller honom samtidigt för att ha ljugit för Ellen. När han blir varse den annalkande folkmassan, öppnar han dörren och knuffar ut pojken, denna störtar nedför klipporna och dör. Kyrkoherden och Swallow finner stugan tom och vänder lugnt om. Endast Balstrode tittar nedför klipporna och ser vad som verkligen har skett.

### Akt III
Orkestermellanspel 5. (Stugan)
Scen 1. Några dagar senare är det dans i Moot Hall. Ingen har fäst sig vid att Grimes och pojken inte har synts till på flera dagar och alla förmodar att de är ute på fiske. Då får byns skvallerkärring, mrs Sedley höra Ellen berätta för Balstrode att en tröja hon har stickat åt pojken har sköljts upp på stranden. Grimes båt är nu tillbaka på stranden och Ellen inviger borgmästaren Swallow i sina misstankar. Han beordrar byns poliskonstapel att hämta Grimes. Det ryktas att Grimes har tagit livet av sin nye lärling. Den upprörda folkmassan kräver vedergällning.
Orkestermellanspel 6. (Dimman)
Scen 2. Några timmar senare. Dansen i Moot Hall är slut och det enda som hörs är mistluren och rop från dem som är ute och letar efter Grimes. (Orkestern är tyst tills det hörs en mistlur, en tuba bakom scenen och dessutom körens avlägsna snyftande.) Denne tar sig tillbaka till båten och där hittar Ellen och Balstrode honom. Grimes är ensam och på gränsen till vansinne. Han skriker en sista gång ut sitt namn, men endast tystnaden svarar honom. Ellen kan inte längre lugna Grimes. Kapten Balstrode råder Grimes att ro ut på havet och sänka sig tillsammans med sin båt. Grimes förstår. På morgonen ser kustvakten en båt sjunka långt borta. Men ingen bryr sig om det och livet i fiskeläget går vidare som vanligt.

## Inspelningar (urval)
- Peter Grimes. Pears, Harper, Drake, Robson, Brannigan, Bainbridge, Gomes, Tear. S. Ambrosian Singers Opera Choir. London Symphony Orchestra. Kompositören dirigent. Decca DVD 074 3261. Inspelad 1969.[8]